# 澤生魮脂鯉
澤生魮脂鯉，為輻鰭魚綱脂鯉目脂鯉亞目脂鯉科的其中一個種，為熱帶淡水魚，分布於南美洲巴西Tapajós河上游流域，本魚體橢圓側扁，體色金色，尾柄有一黑斑，雄性成魚背鰭及腹鰭鰭條延長，體長可達2.8公分，棲息在泥底質植被生長水域，生活習性不明。

## 扩展阅读
- 維基物種上的相關：澤生魮脂鯉